# James Dewar

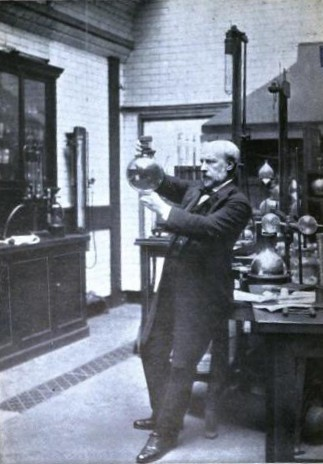
James Dewar

James Dewar (ur. 20 września 1842 w Kincardine-on-Forth w Szkocji, zm. 27 marca 1923 w Londynie) – szkocki chemik i fizyk. Laureat Medalu Rumforda i Medalu Copleya.

## Życiorys
Najmłodszy z sześciu braci, rodziców stracił w wieku 15 lat. Absolwent Dollar Academy na Uniwersytecie w Edynburgu. W 1875 został profesorem Uniwersytetu w Cambridge, a w 1877 członkiem Royal Institution. Zaproponował wzór chemiczny benzenu, który później okazał się wzorem jego izomeru, obecnie nazwanym benzenem Dewara. Przez ponad 25 lat prowadził rozległe badania w dziedzinie spektroskopii. W 1891 wynalazł sposób otrzymywania ciekłego tlenu w ilościach przemysłowych, zaś rok później opracował pojemnik izotermiczny (termos), zwany naczyniem Dewara, do badania niskotemperaturowych zjawisk w gazach oraz transportu skroplonych gazów. W 1905 r. odkrył, że węgiel drzewny może wytworzyć próżnię, co było bardzo pomocne przy ówczesnych eksperymentach z dziedziny fizyki atomowej.
Wraz z Frederickiem Augustusem Abelem Dewar opracował kordyt – bezdymną odmianę prochu strzelniczego.
W 1904 r. przyznano mu tytuł szlachecki. Na cześć naukowca nazwano krater księżycowy Dewar. 